# IX edició dels Premis Platino
La IX edició dels Premis Platino, presentats per la Entitat de Gestió de Drets dels Productors Audiovisuals i Federació Iberoamericana de Productors Cinematogràfics i Audiovisuals, honraren el millor del cinema iberoamericà estrenat en 2021. La cerimònia va tenir lloc al Recinte firal d'IFEMA a Madrid, Espanya, i va ser presentada per la cantant argentina Lali i l'actor espanyol Miguel Ángel Muñoz.
Els nominats van ser anunciats el 31 de març de 2022 través de Youtube per Daniel Guzmán, Darío Yazbek, Édgar Vittorino, Luis Cobos, Rossy de Palma i Stephanie Cayo. La pel·lícula espamyola El buen patrón i la sèrie de televisió argentina El reino van liderar les nominacions amb onze i sis, respectivament.
L'abril de 2022, Carmen Maura va ser anunciada com a guanyadora del premi honorífic, i que Kany García, Lali, Nía Correia, Pedro Fernández i Rozalén actuarien musicalment durant la gala. A més dels actes esmentats, la gala també va comptar amb l'actuació no anunciada d'Ana Belén cantant una versió de "Sólo le pido a Dios".

## Nominats i guanyadors

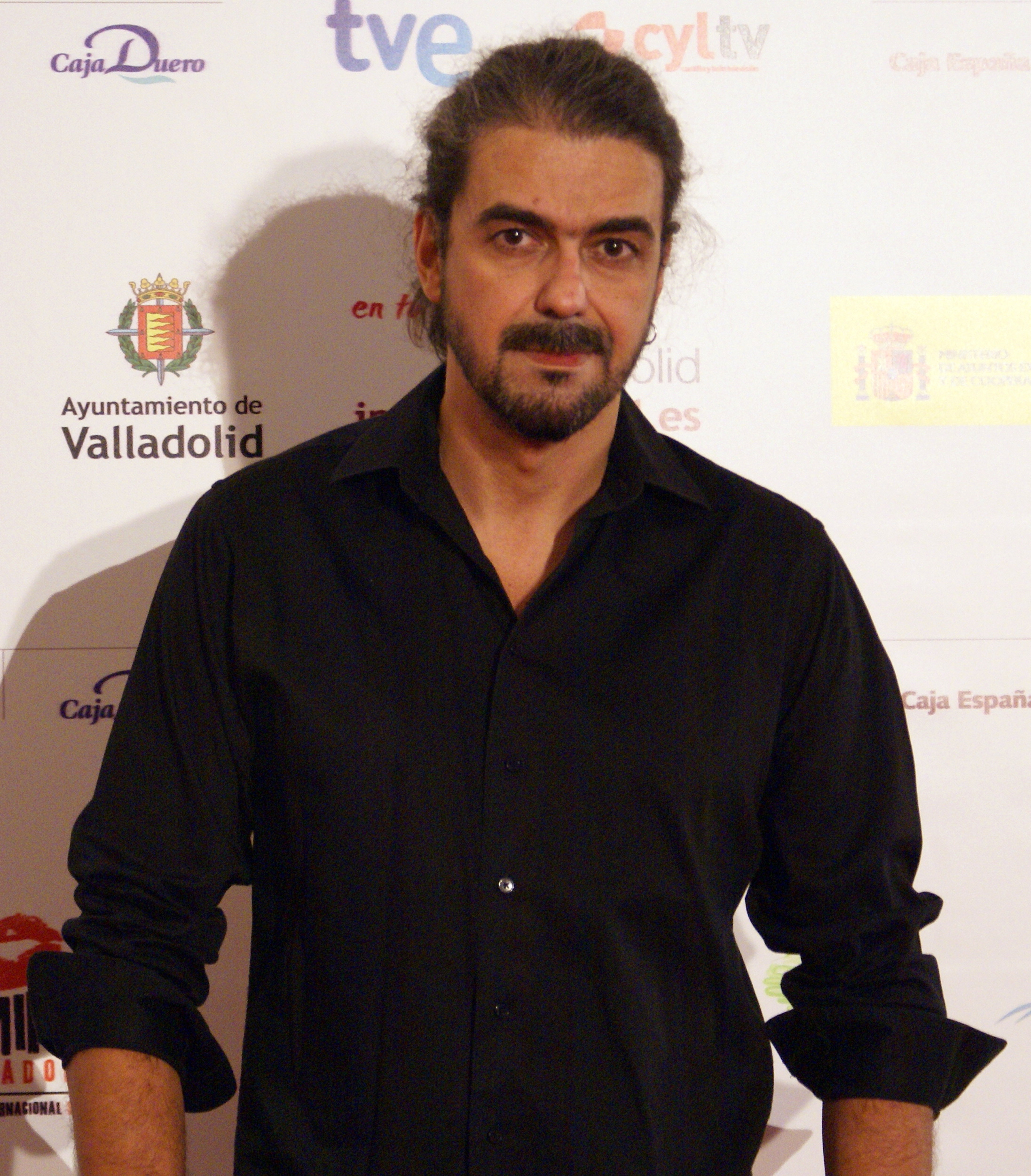
Premi al millor director, Fernando León de Aranoa.

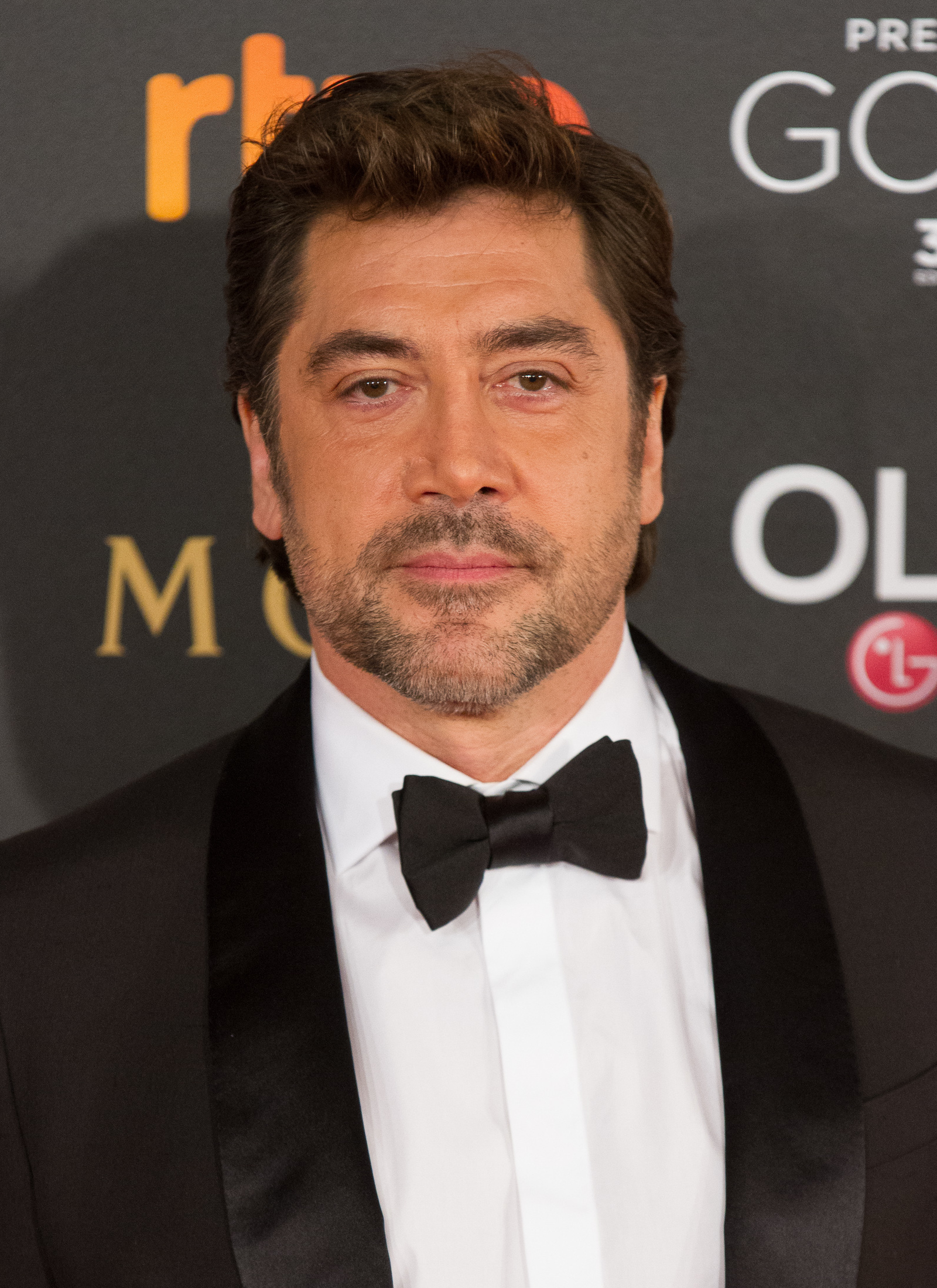
Premi al millor actor, Javier Bardem

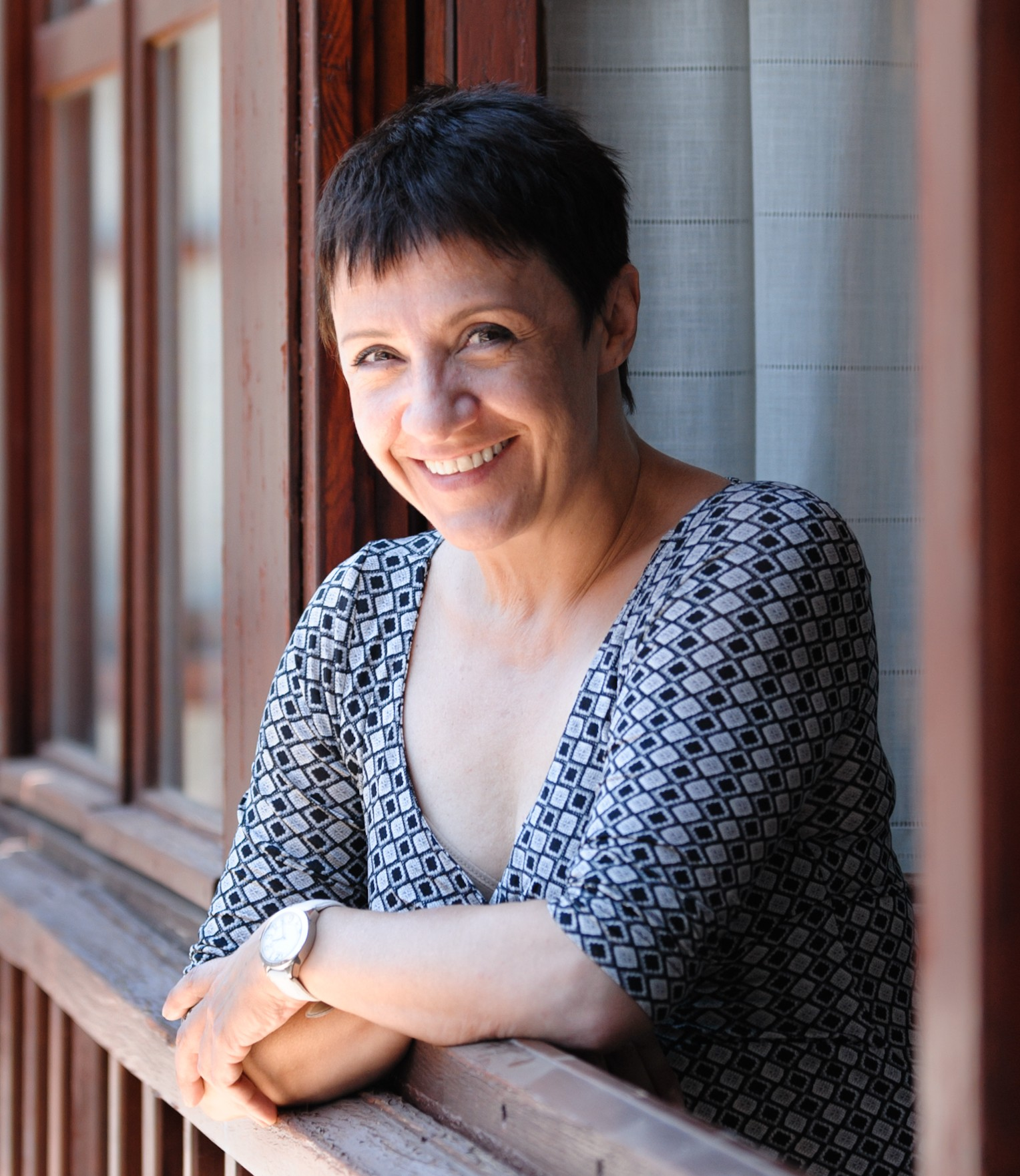
Premi a la millor actriu, Blanca Portillo.

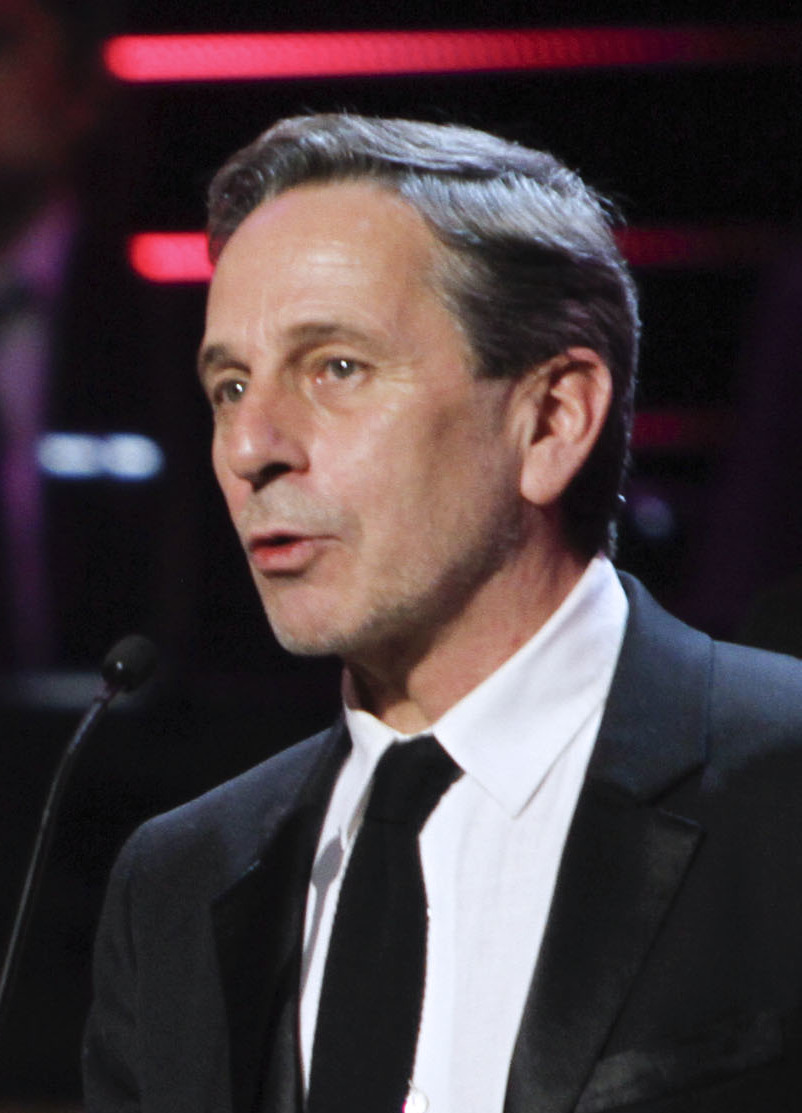
Premi al millor actor secundari, Alfredo Castro.

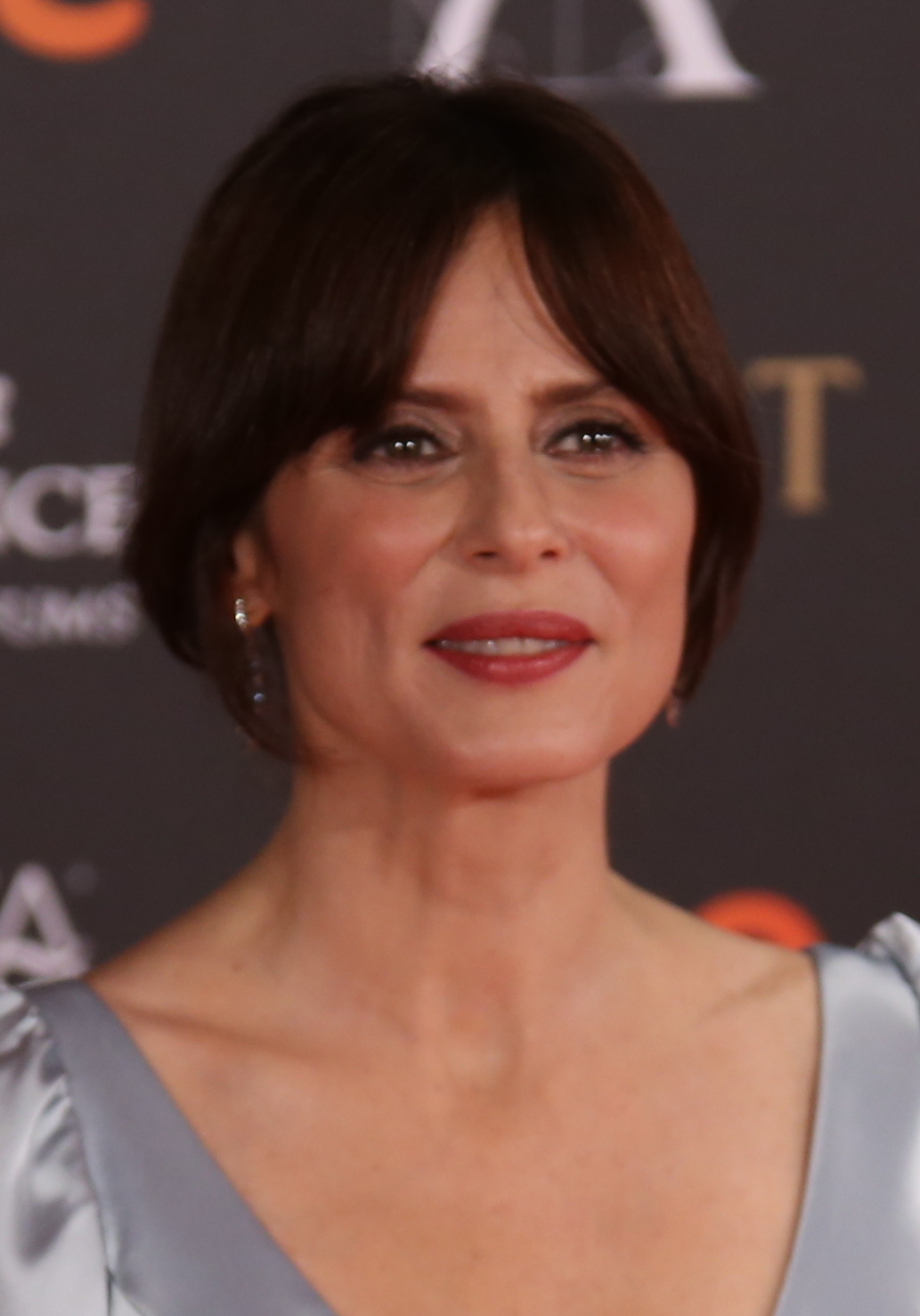
Premi a la millor actriu secundària, Aitana Sánchez-Gijón.

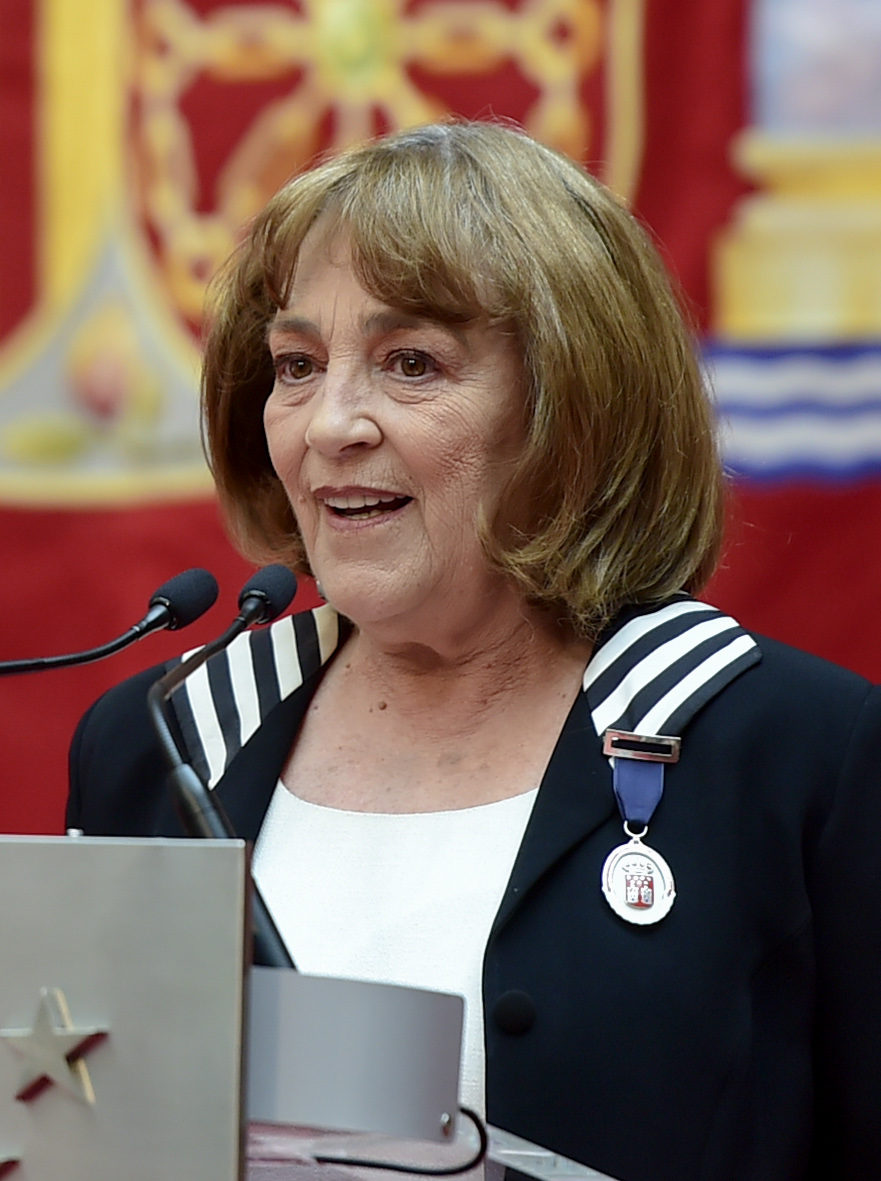
Premi Platino d'Honor, Carmen Maura.

### Cinema
| Millor pel·lícula iberoamericana de ficció - El buen patrón - Madres paralelas - Maixabel - Noche de fuego | Millor direcció - Fernando León de Aranoa — El buen patrón - Pedro Almodóvar — Madres paralelas - Icíar Bollaín — Maixabel - Tatiana Huezo — Noche de fuego                                                                        |
| Millor interpretació femenina - Blanca Portillo — Maixabel com Maixabel Lasa - Penélope Cruz — Madres paralelas com Janis Martínez Moreno - Ángela Molina — Charlotte com Charlotte - Ilse Salas — Plaza Catedral com Alicia                                                    | Millor interpretació masculina - Javier Bardem — El buen patrón com Julio Blanco - Eduard Fernández — Mediterráneo com Oscar - Rodrigo Santoro — 7 prisioneiros com Luca - Luis Tosar — Maixabel com Ibon Etxezarreta              |
| Millor interpretació femenina de repartiment - Aitana Sánchez-Gijón — Madres paralelas com Teresa Ferreras - Almudena Amor — El buen patrón com Liliana - Ana Cristina Ordóñez González — Noche de fuego com Ana (nena) - Milena Smit — Madres paralelas com Ana Manso Ferreras | Millor interpretació masculina de repartiment - Alfredo Castro — Karnawal com El Corto - Christian Malheiros — 7 prisioneiros com Mateaus - Urko Olazabal — Maixabel com Luis Carrasco - Manolo Solo — El buen patrón com Miralles |
| Millor guió - El buen patrón ― Fernando León de Aranoa - Deserto Particular ― Henrique dos Santos, Aly Muritiba - Maixabel ― Icíar Bollaín - Plaza Catedral ― Abner Benaim | Millor música original - Madres paralelas ― Alberto Iglesias - El buen patrón ― Zeltia Montes - Los lobos ― Kenji Kishi - Memoria ― César López                                                                                    |
| Millor pel·lícula d'animació - Ainbo: La guerrera de l'Amazones - Bob Cuspe - Nós Não Gostamos de Gente - Salvar el árbol (Zutik!) - Valentina | Millor pel·lícula documental - A Última Floresta - 100 días con la Tata - Quién lo impide - Rita Moreno: Just a Girl Who Decided to Go for It                                                                                      |
| Millor direcció de muntatge - 7 prisioneiros - El buen patrón - Los lobos - Maixabel | Millor direcció de so - Memoria - 7 prisioneiros - El buen patrón - Plaza Catedral |
| Millor direcció de fotografia - Mediterráneo - Clara Sola - El buen patrón - Memoria | Millor direcció artística - Madres paralelas - El buen patrón - El diablo entre las piernas - Memoria |
| Millor opera prima de ficció - Karnawal ― Juan Pablo Félix - Clara Sola ― Nathalie Álvarez Mesén - Libertad ― Clara Roquet - Sin señas particulares ― Fernanda Valadez | Cinema i Educació en Valors - Los lobos - Maixabel - Mediterráneo - Yo nena, yo princesa |

### Televisió
| Millor minisèrie o telesèrie cinematogràfica iberoamericana - El reino - Isabel - Luis Miguel: la serie - Narcos: Mexico | Millor creador de minisèrie o telesèrie - El reino ― Claudia Piñeiro, Marcelo Piñeyro - Hierro ― Pepe Coira - La Fortuna ― Alejandro Amenábar - Los enviados ― Juan José Campanella                                                                              |
| Millor interpretació femenina en minisèrie o telesèrie - Daniela Ramírez — Isabel com Isabel Allende - Mercedes Morán — El reino com Elena Vázquez Pena - Candela Peña — Hierro com Candela Montes - Maribel Verdú — Ana Tramel. El juego com Ana Tramel                           | Millor interpretació masculina en minisèrie o telesèrie - Javier Cámara — Venga Juan com Juan Carrasco - Diego Boneta — Luis Miguel: la serie com Luis Miguel - Chino Darín — El reino com Julio Clamens - Darío Grandinetti — Hierro com Antonio Díaz           |
| Millor interpretació femenina de repartiment en minisèrie o telesèrie - Najwa Nimri — La casa de papel com Alicia Sierra - Rosa María Bianchi — Monarca com Cecilia Dávila Vda. De Carranza - Nancy Dupláa — El reino com Roberta Candia - María Pujalte — Venga Juan com Macarena | Millor interpretació masculina de repartiment en minisèrie o telesèrie - Joaquín Furriel — El reino com Rubén Osorio - Enric Auquer — Vida perfecta com Gari - Karra Elejalde — La Fortuna com Enrique Moliner - Alberto San Juan — Reyes de la noche com Cerdán |

### Premi Platino d'Honor
- Carmen Maura

## Pel·lícules amb nominacions múltiples
Les següents pel·lícules van rebre múltiples nominacions:
| Nominacions | Pel·lícula       |
| ----------- | ---------------- |
| 11          | El buen patrón   |
| 9           | Maixabel         |
| 7           | Madres paralelas |
| 4           | 7 prisioneiros   |
| 4           | Memoria          |
| 3           | Noche de fuego   |
| 3           | Mediterráneo     |
| 3           | Plaza Catedral   |
| 3           | Los lobos        |
| 2           | Karnawal         |
| 2           | Clara Sola       |

## Sèries amb múltiples nominacions
Les següents sèries van rebre múltiples nominacions:
| Nominacions | Sèries                |
| ----------- | --------------------- |
| 6           | El reino              |
| 3           | Hierro                |
| 2           | Isabel                |
| 2           | Luis Miguel: la serie |
| 2           | La Fortuna            |
| 2           | Venga Juan            |